# Brandtina albonigra
Brandtina albonigra är en fjärilsart som beskrevs av Bytinsky-salz 1937. Brandtina albonigra ingår i släktet Brandtina och familjen Pantheidae. Inga underarter finns listade i Catalogue of Life.